# میر عبدالرضا دریابیگی
میر عبدالرضا دریابیگی (۳۰ ژانویهٔ ۱۹۳۰ – ۱ اکتبر ۲۰۱۲) هنرمند اهل ایران بود.
میرعبدالرضا دریابیگی متولد ۱۳۰۹ و فارغ‌التحصیل دانشکده هنرهای زیبای تهران از معروف‌ترین هنرمندان سبک هنر مفهومی در ایران بود. نخستین بار آثار وی در نمایشگاه گروهی گالری استتیک در سال ۱۳۳۹ به نمایش درآمد و در سال ۱۳۴۲ اولین نمایشگاه انفرادی او در گالری مس بر پا شد. استاد دریابیگی همچنین جوایزی چون مقام افتخار نمایشگاه حقوق بشر را در سال ۱۳۴۷ از آن خود کرد.